# Gualandi

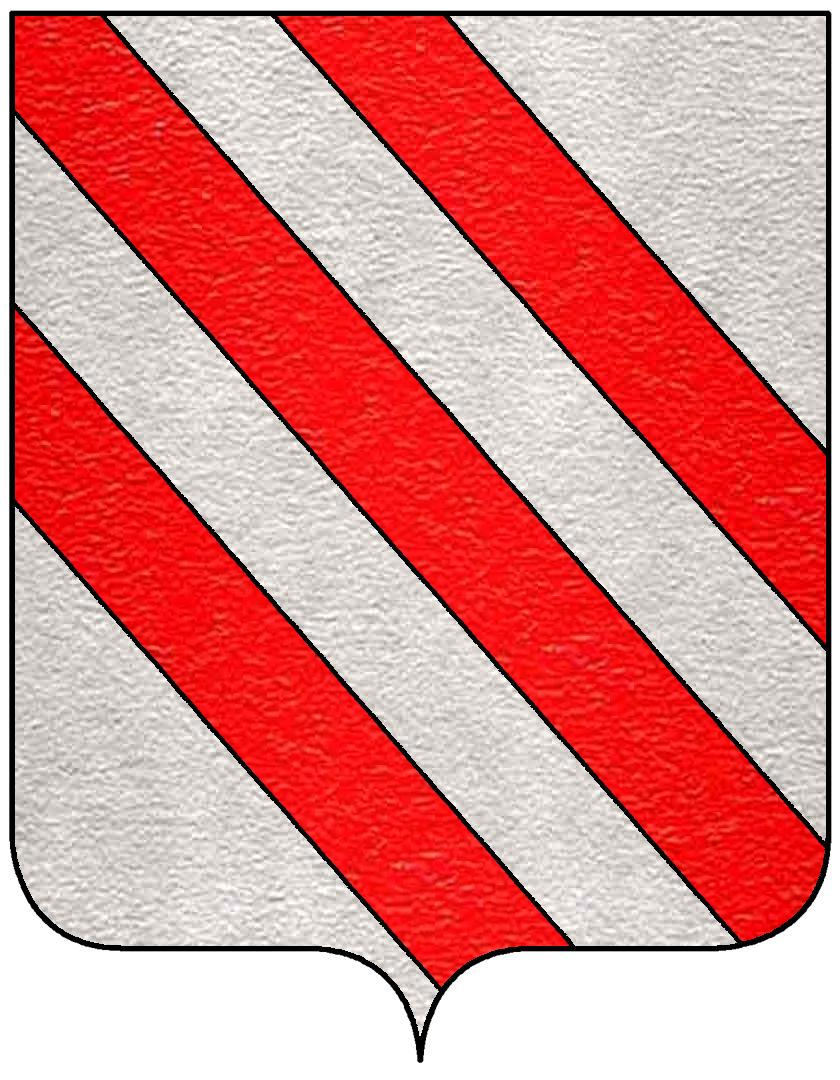

I Gualandi sono un'antica famiglia di Pisa.

## Storia
Promotori della spedizione contro le Baleari, nel medioevo appoggiarono la parte guelfa ma anche la parte ghibellina difatti furono tra le famiglie che l'arcivescovo Ruggieri degli Ubaldini aizzò contro Ugolino della Gherardesca, facendolo catturare durante una sommossa popolare, prima di essere rinchiuso a morire di fame nella Torre della Muda con altri quattro suoi discendenti (1289).
Questa famiglia è citata con quella dei Lanfranchi e dei Sismondi da Dante Alighieri a proposito della caccia sognata dal Conte e raccontata durante il suo episodio nell'Inferno (XXXIII, 32).